# Sanatruk
Sanatruk, död 109, var regerande kung av Armenien mellan 88 och 109 e.Kr. 